# Le Sueur County
Le Sueur County är ett administrativt område i delstaten Minnesota i USA, med 27 703 invånare. Den administrativa huvudorten (county seat) är Le Center.

## Politik
Le Sueur County har under senare år tenderat att rösta republikanskt. Republikanernas kandidat har vunnit countyt i samtliga presidentval under 2000-talet. I valet 2016 vann republikanernas kandidat med 61,3 procent av rösterna mot 30,9 för demokraternas kandidat, vilket är den största segern i countyt för en republikansk presidentkandidat sedan valet 1952.

## Geografi
Enligt United States Census Bureau har countyt en total area på 1 227 km². 1 161 km² av den arean är land och 66 km² är vatten.

### Angränsande countyn
- Scott County - norr
- Rice County - öst
- Waseca County - syd
- Blue Earth County - sydväst
- Nicollet County - väst
- Sibley County - nordväst